# Municipio de Munson (Illinois)
El municipio de Munson (en inglés: Munson Township) es un municipio ubicado en el condado de Henry en el estado estadounidense de Illinois. En el año 2010 tenía una población de 400 habitantes y una densidad poblacional de 4,3 personas por km².

## Geografía
El municipio de Munson se encuentra ubicado en las coordenadas 41°22′5″N 90°8′41″O / 41.36806, -90.14472. Según la Oficina del Censo de los Estados Unidos, el municipio tiene una superficie total de 93.07 km², de la cual 93,07 km² corresponden a tierra firme y (0 %) 0 km² es agua.

## Demografía
Según el censo de 2010, había 400 personas residiendo en el municipio de Munson. La densidad de población era de 4,3 hab./km². De los 400 habitantes, el municipio de Munson estaba compuesto por el 98 % blancos, el 0,25 % eran asiáticos, el 1,25 % eran de otras razas y el 0,5 % eran de una mezcla de razas. Del total de la población el 1,5 % eran hispanos o latinos de cualquier raza.